# Lampredotto

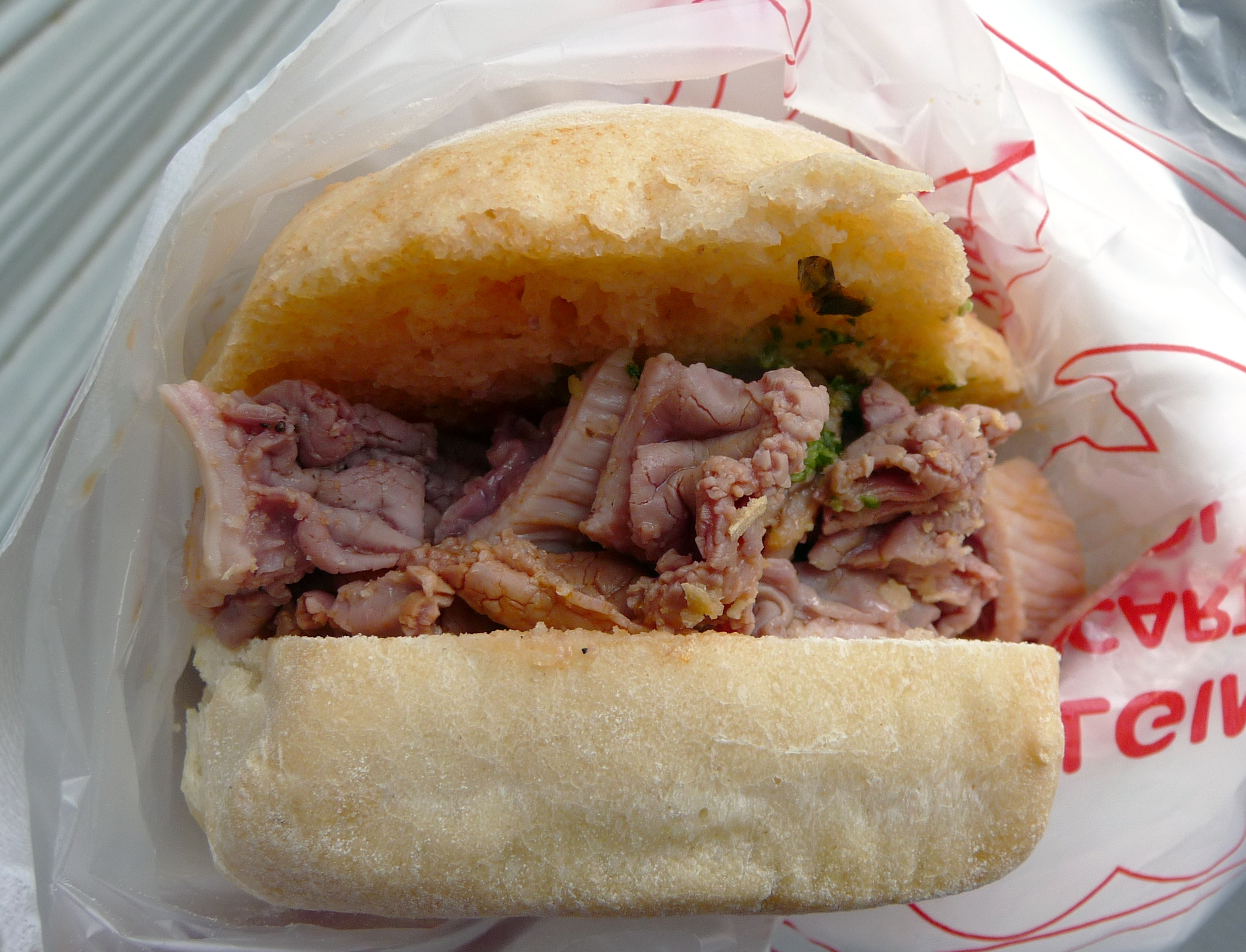
Panino de lampredotto.

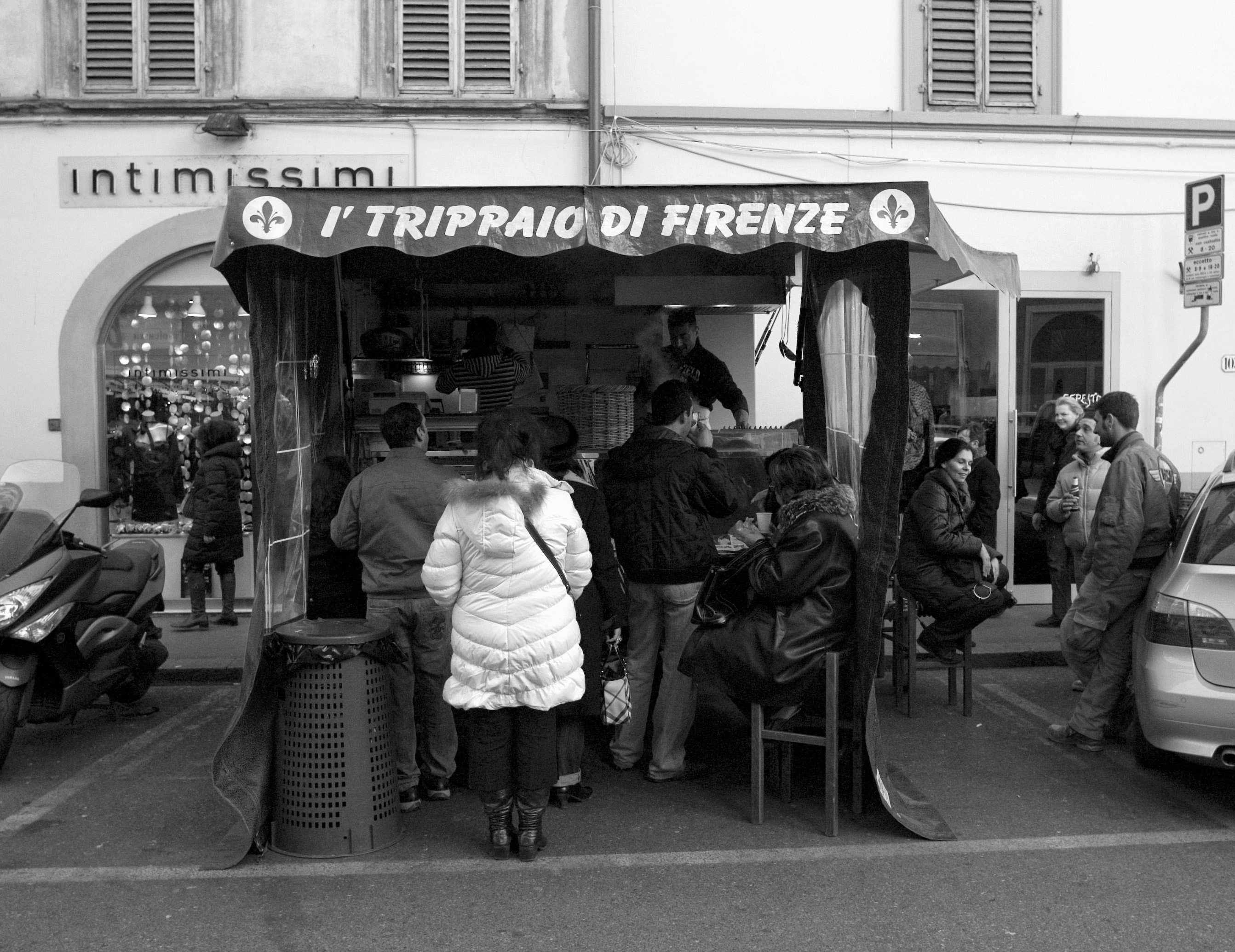
Stand de vente de lampredotto.

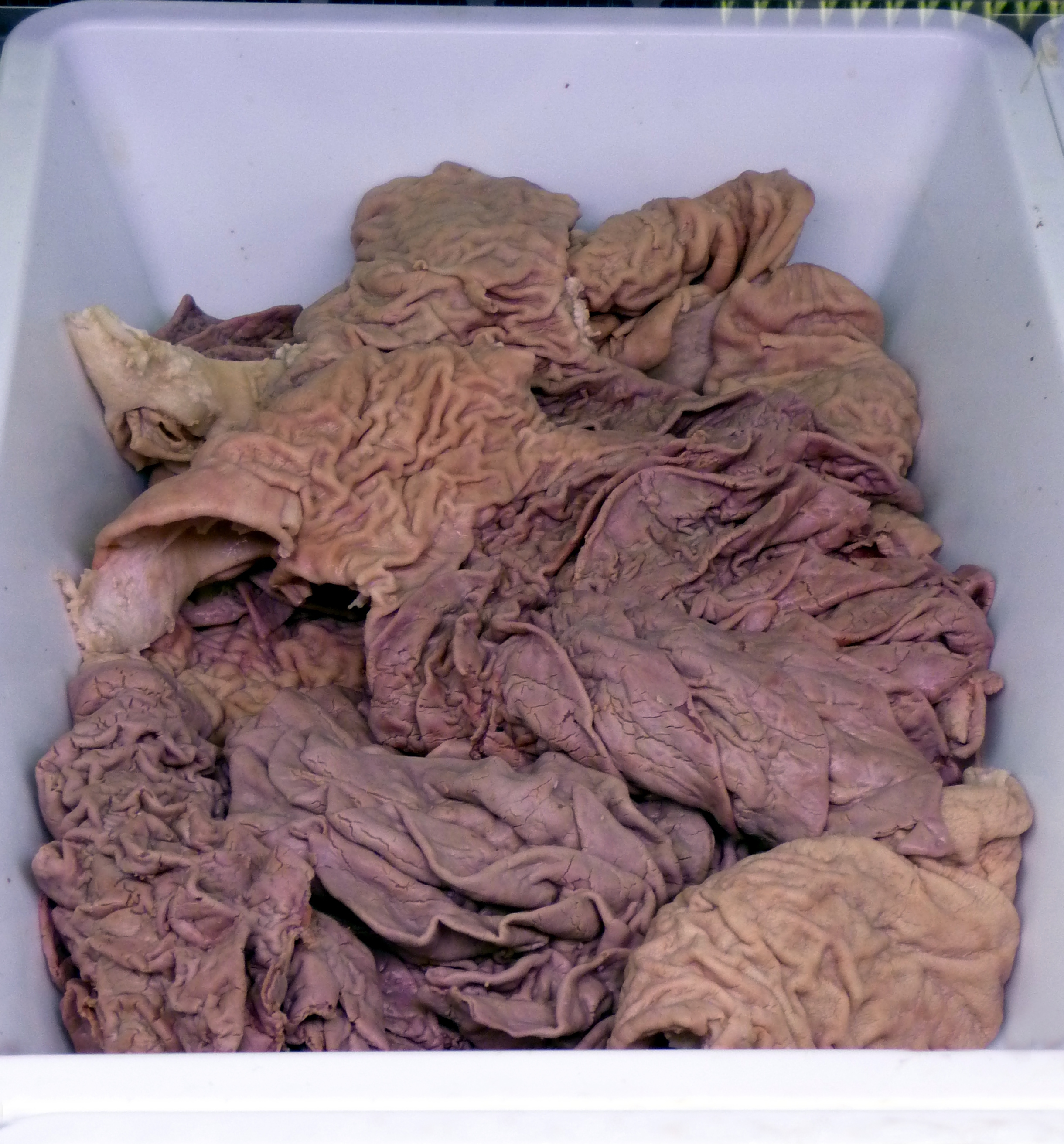
Lampredotto précuit au Mercato Centrale de Florence.

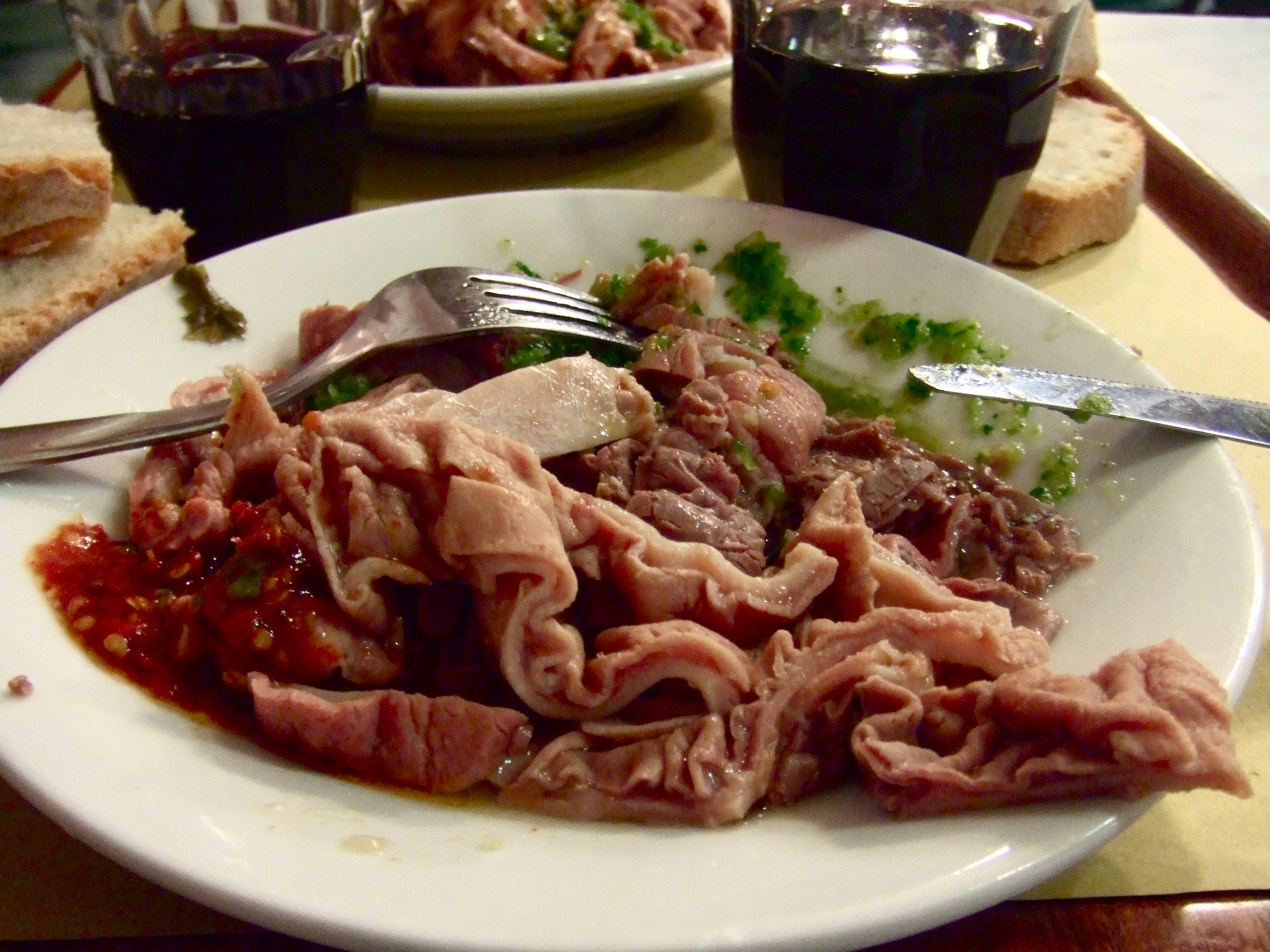
Lampredotto aux deux sauces, verte et rouge, servi sur assiette au Mercato Centrale de Florence.

Le lampredotto est une spécialité culinaire italienne, qui fait partie aussi de la cuisine de rue. C'est un « plat pauvre » typique de la cuisine florentine, constitué par la caillette, qui est l'une des quatre poches de l'estomac des bovins. Il est très répandu dans la ville de Florence où des kiosques spécialisés sont tenus par des lampredottai, c'est-à-dire des vendeurs de lampredotto.
Cette spécialité a été classée parmi les produits agroalimentaires traditionnels, qui est une appellation propre à l'Italie.

## Caractéristiques
Le lampredotto est formé d'une partie maigre, appelée gala, et d'une partie plus grasse, appelée spannocchia. La gala, constituée par les replis de la muqueuse interne de la caillette, se caractérise par de petites crêtes de couleur violette et de goût fort et marqué. La spannocchia, partie charnue, a une couleur plus claire et un goût plus délicat.
De couleur sombre, le lampredotto doit son nom à la lampreda, sorte d'anguille autrefois très abondante dans les eaux de l'Arno, dont il évoque la forme de la bouche.

## Préparation
Le lampredotto est cuit longuement à l'eau avec des tomates, de l'oignon, du persil et du céleri. Une fois cuit, il est possible de le déguster soit comme un « bouilli » normal, assaisonné d'une  sauce verte ou rouge pimentée, soit de la manière préférée des Florentins, c'est-à-dire taillé en petits morceaux dans un petit pain toscan salé, le semelle dont la partie supérieure est généralement trempée dans le bouillon de cuisson du lampredotto. Dans cette seconde version, on l'assaisonne de sel, de poivre, de sauce verte et, le cas échéant, d'huile piquante.
Très répandue sur les étals des lampredottai, il existe aussi la version in zimino, c'est-à-dire en sauce avec des légumes-feuilles, généralement des bettes.